# A.H. Meyer Holding
Die A.H. Meyer Holding AG mit Sitz in Zürich ist eine im Mineralölhandel, Automobilhandel und Immobiliengeschäft tätige Schweizer Unternehmensgruppe. Sie beschäftigt 235 Mitarbeitende und erwirtschaftete 2021 einen Umsatz von 718 Millionen Schweizer Franken.

## Tätigkeitsgebiet
Die Unternehmensgruppe umfasst fünf auf ihrem Gebiet spezialisierte Tochtergesellschaften. Namengeber Anton Hans Meyer (1900–1985) gründete das Unternehmen 1927, die Umwandlung in die Kapitalgesellschaft A.H. Meyer & Cie AG erfolgte 1973. Dieses Unternehmen deckt den Bereich Import, Grosshandel und Vertrieb von Mineralölprodukten sowie den Vertrieb von verschiedenen Industrie-Rohstoffen ab.
Die 1857 gegründete Bürke AG und die 1875 gegründete Koch Wärme AG decken die Versorgung von Privathaushalten, Liegenschaftsverwaltungen, öffentlichen Gebäuden und der Industrie mit Heizöl ab. Die Unternehmen wurden 1972 und 1997 von der A.H. Meyer übernommen.
Die Ende 1913 von Franz Brozinčević gegründete Franz AG ist im Automobilhandel tätig und seit 1935 Teil des Unternehmens. Unter anderem als Peugeot-Konzessionärin seit 1933 deckt sie mit fünf eigenen Betrieben sowie rund 20 angeschlossenen Peugeot-Vertretungen hauptsächlich den Kanton Zürich sowie die Kantone Glarus, Schaffhausen und die angrenzende Gebiete der Kantone Aargau, St. Gallen und Thurgau ab.
Die Karmon AG verwaltet seit dem Jahr 2000 den Immobilienbesitz der Firmengruppe. Im Rahmen einer Neustrukturierung der Kapitalgesellschaften wurde 2001 die A.H. Meyer Holding AG die Dachgesellschaft des Kleinkonzerns.
Die ehemalige Chemische Fabrik Brugg AG und spätere Chemia Brugg AG wurde im Oktober 2012 aufgespalten, den ausgegliederten Geschäftsbereich Energie übernahm dabei die A.H. Meyer; unter der Bezeichnung «Chemia Energie» wird das Mineralölgeschäft von der Bürke AG fortgeführt.

## Hauptsitz
Für die Franz AG an der Badenerstrasse entwarf Werner Stücheli einen neuen Hauptsitz, das 1957–1962 realisierte Scheibenhochhaus mit Garage respektive Autovertretung im Sockelbau. Die Liegenschaft ist auch Sitz der Holding und ihrer Tochterunternehmen.

## AVIA
Der 1927 als einfache Gesellschaft in St. Gallen gegründete Verband freier Benzinimporteure liess 1931 die Kollektivmarke AVIA für «Brennstoffe und motorische Zwecke» eintragen und Verlegte den Sitz nach Zürich. Im November 1932 wurde die neue Genossenschaft AVIA Vereinigung unabhängiger Schweizer Importeure von Erdölprodukten im Handelsregister eingetragen. Als Gegenpol zu ausländischen Mineralölkonzernen mit einheitlichem Marktauftritt, war AVIA als Einheitsmarke für regional agierende Schweizer KMU konzipiert. Nachdem die Marke ab den 1950er-Jahren ins europäische Ausland lizenziert wurde, erfolgte im April 1960 die Gründung des Vereins AVIA International.
Domizil und Verwaltung der zentralen Schweizer AVIA-Rechtseinheiten, darunter der Genossenschaft AVIA, des Vereins AVIA International, und der AVIA Mineralöl AG, sind am Hauptsitz der A.H. Meyer Holding. Genossenschafter der AVIA sind zudem die Unternehmen Osterwalder St. Gallen AG (St. Gallen), Osterwalder Zürich AG (Zürich Seebach), Lang Energie AG (Kreuzlingen), Ernst Hürlimann AG (Wädenswil), Fritz Meyer AG (Basel), Küng AG Bern (Bern), Schätzle AG (Luzern), und AVIA Distribution SA (Vernier). Die Basler Grisard AG, eines der AVIA-Gründungsmitglieder, wurde Ende 2018 von der Suhrer Volare Group übernommen, womit es aus der AVIA Vereinigung ausgeschieden ist.